# Merremia rhynchorrhiza
Merremia rhynchorrhiza är en vindeväxtart som beskrevs av Hallier f. Merremia rhynchorrhiza ingår i släktet Merremia och familjen vindeväxter. Inga underarter finns listade i Catalogue of Life.